# Ventana terapéutica

Farmacocinética, curva.

La ventana terapéutica es el rango en el cual se puede utilizar un fármaco sin provocar efectos tóxicos o letales en el organismo vivo.
La ventana terapéutica se establece bajo un margen superior, en el cual se corre el riesgo que durante el uso de un fármaco, éste cause un efecto tóxico; y un rango mínimo bajo el cual, el uso del fármaco tendrá un efecto ineficaz en el individuo.
La ventana terapéutica o margen de seguridad es un valor que se establece matemáticamente como la relación entre la dosis con la cual se produce un daño en el 50% de la población (DT50 o DL50) y la dosis con la cual se obtiene un efecto terapéutico en el 50% de la población muestra (DE50) de tal forma que se obtiene un valor numérico. En este contexto, si el valor obtenido de la razón llamada Índice Terapéutico (Margen de Referencia o Ventana Terapéutica) es cercano a "1" se corre un riesgo muy alto de producir un efecto tóxico en el uso del fármaco, entonces, a medida que el valor obtenido se aleja de la unidad la seguridad relativa, es decir, la seguridad en el uso de cierto fármaco, es mayor, de tal forma que su uso no causaría tan rápidamente un efecto tóxico, por lo cual el efecto terapéutico es más seguro, y la dosis a usar pueden ser más amplias.
- Datos: Q2772241